# Many Farms
Many Farms (Navajo: Dá'ák'eh Halání) ist ein Census-designated place im Apache County im US-Bundesstaat Arizona. Das U.S. Census Bureau hat bei der Volkszählung 2020 eine Einwohnerzahl von 1.243 ermittelt.
In der Stadt liegt auch der See Many Farms Lake. Many Farms hat eine Fläche von 21,2 km². Die Bevölkerungsdichte liegt bei 59 Einwohnern je km². 
Der Ort befindet sich am U.S. Highway 191.